# Blaubrauenamazone
Die Blaubrauenamazone (Amazona festiva), auch Blaubartamazone  oder Blaubart-Amazone geschrieben, ist eine Papageienart aus der Unterfamilie der Neuweltpapageien. Die Grundfärbung des Gefieders dieser 35 Zentimeter groß werdenden Amazonenart ist grün. Stirn und Augenzügel sind bei dieser Art dunkelrot, während die Partie über den Augen türkisblau ist. Die Handschwingen sind dunkelblau und die Schwanzfedern sind gelbgrün gesäumt. Die Schwanzspitzen sind gelb. Anders als bei den meisten Amazonasarten ist der unbefiederte Augenring nicht von weißer Farbe, sondern graublau. 
Das Verbreitungsgebiet dieser Amazonenart erstreckt sich vom Osten Kolumbiens, Ecuadors und Perus bis in das brasilianische Amazonasbecken. Sie zählt zu den Amazonenarten, die in Regenwäldern des Tieflandes leben. Die Bestandsgröße der Art ist unbekannt, aber sie gilt als insgesamt wenig gefährdet, da die von der Art bewohnten Gebiete entlang der Flussläufe, die Flussinseln sowie die Sumpfregionen innerhalb des Regenwaldes wegen ihrer Unwirtlichkeit weder in landwirtschaftliche Flächen umgewandelt werden noch umfangreichen Rodungen ausgesetzt sind.

## Unterarten
Neben der Nominatform A. festiva festiva gibt es noch die Bodinus-Amazone (A. festiva bodini) (Finsch, 1873).